# Restauracja Ermitaż w Moskwie

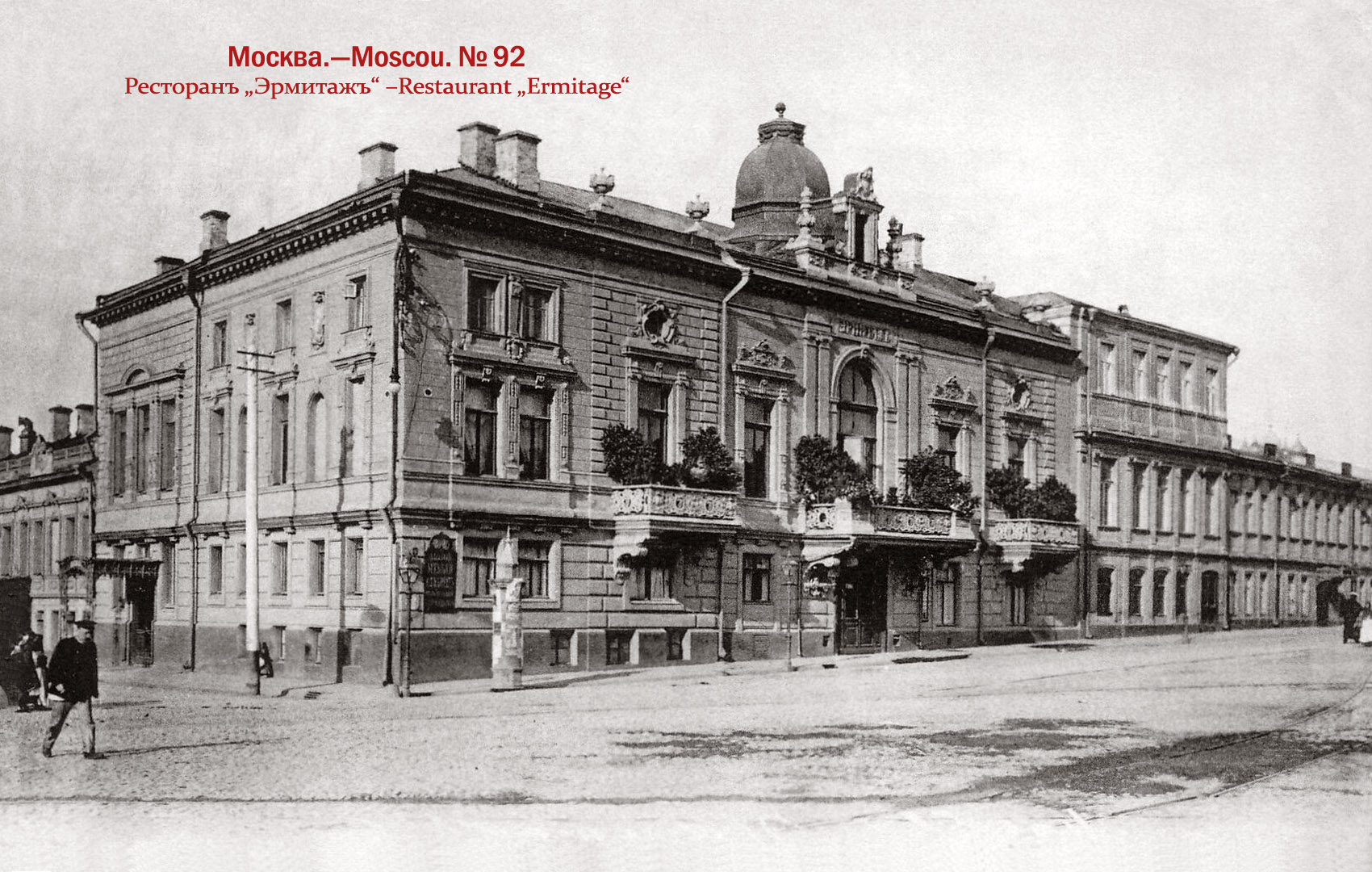
Restauracja Ermitaż w 1910 roku

Restauracja Ermitaż w Moskwie – restauracja założona w 1860 w Moskwie, w której stworzono sałatkę jarzynową nazywaną sałatką rosyjską lub sałatką Oliviera.
Założona przez kupca Jakowa Piegowa i Luciana Oliviera w 1860 roku. Powstała tutaj znana sałatka jarzynowa nazywana też sałatką rosyjską lub sałatką Oliviera. W dzień Tatjany odbywały się przyjęcia dla studentów i profesorów Uniwersytetu Moskiewskiego. Restauracja znajduje się na placu Trubnaja w Moskwie.
Ermitaż był jedną z najpopularniejszych restauracji w przedrewolucyjnej Moskwie.
25 stycznia 1880 roku Fiodor Dostojewski wygłosił tam przemówienie na temat Puszkina. 
22 marca 1897 roku w czasie obiadu w Ermitażu Anton Czechow kaszlał krwią (hemoptysis) i po raz pierwszy zdiagnozowano u niego gruźlicę.